# Trichoplusia homoia
Trichoplusia homoia är en fjärilsart som beskrevs av Claude Dufay 1968. Trichoplusia homoia ingår i släktet Trichoplusia och familjen nattflyn. Inga underarter finns listade i Catalogue of Life.